# Jeanette Suchestow
Jeanette Suchestow (ur. 1902 we Lwowie, zm. po 1949) – Żydówka, ukochana księcia Michała Radziwiłła, bohaterka jednego z najgłośniejszych romansów w Polsce i Europie końca lat 30. XX w.

## Życiorys
Przyszła na świat w żydowskiej rodzinie jako Judyta Kranz. Dzieciństwo i młodość spędza u rodziny w Lipsku i Frankfurcie nad Odrą. Przez 22 lata perfekcyjnie opanowała język niemiecki. Grała na fortepianie i śpiewała.
Pracowała w sklepie jako ekspedientka. Około 1925 spotykała tam przemysłowca z Drohobycza 52-letniego Beniamina Suchestowa, dyrektora Spółki Wodociągowej i współwłaściciela Spółki Akcyjnej Polmet – Polskiej Fabryki Lamp, Latarń i Wyrobów Metalowych Wszelkiego rodzaju założonej w 1923 we Lwowie. Suchestow, jeden z najbogatszych przedsiębiorców Galicji, zaproponował jej pracę osobistej sekretarki. Zaczęła pracę w jednej z nowych wytwórni radiowych należących do spółki we Lwowie. Wdowiec zakochał się w Judycie pomimo różnicy wieku (27 lat) oraz dzieci z pierwszego małżeństwa, rówieśników wybranki. Ślub odbył się w 1927. Przez męża Judyta spowinowaciła się z Brunonem Schulzem. W 1928 Judyta urodziła jedynego syna, Emanuela, zwanego Edziem. Siedem lat po ślubie doszło do rozwodu. Judyta zostawiła męża i w 1934 zamieszkała z synem w Krakowie, utrzymując się z wysokich alimentów.
Kochała przepych, elegancję, sztukę. O jej potrzeby w tym zakresie dbał do tej pory mąż. Po rozwodzie jeździła na wypoczynek do europejskich kurortów, m.in. na Rivierę. W 1937 w Bad Gastein w Austrii spotkała księcia Michała Radziwiłła. Zaczęli korespondować i spotykać się. Zakochany książę był gotowy wziąć ślub z młodszą o 32 lata Żydówką. Oświadczył się w domu Jana Kiepury w Krynicy. Wkrótce zabrał Judytę do posiadłości w Antoninie, gdzie zamieszkali, prowadząc wystawne życie pełne polowań, balów, rautów. Związek obił się szerokim echem w ówczesnej prasie. Mały Edzio został umieszczony w miejscowej szkole, ale ze względu na związek matki i plany przechrzczenia doświadczał szykan. W dniu 24 września 1937 Urząd Stanu Cywilnego w Przygodzicach ogłosił zapowiedź małżeństwa księcia i Suchestow. Radziwiłł był gotowy przejść na judaizm, a Suchestow na chrześcijaństwo, co się ostatecznie stało 30 listopada 1937. Przyjęła imiona Jeanette Jadwiga. Chrzest okazał się jednak nieważny, a prasa szkalowała parę i syna Judyty (który w międzyczasie przeniósł się do ojca do Drohobycza), przedstawiając pomówienia i sprzeczne informacje, przyczyniając się do wielu żartów na temat zakochanych,. Dzieci księcia z poprzedniego małżeństwa oskarżyły ojca o bigamię. Ta była wówczas w Polsce karana. Na mezalians nie mogła zgodzić się rodzina, która zablokowała księciu fundusze. Para wyjechała do Francji, ale w 1938 z powodu presji społecznej i rodzinnej związek rozpadł się.
Judyta pozwała Radziwiłła, zarzucając niezrealizowane obietnice. Proces przerwał wybuch II wojny światowej. Wróciła do Drohobycza do syna i męża. Sowieci zabrali rodzinie cały majątek i zmusili do wyjazdu z miasta. Jeanette została śpiewaczką, występowała m.in. dla żołnierzy radzieckich. Kiedy w lipcu 1941 miasto zajęli Niemcy i utworzyli getto, rodzina musiała się do niego przenieść. Suchestowie mieszkali przy ul. Garncarskiej 6a, w głównej części getta. Jednak, jako wykwalifikowana stenotypistka ze znakomitą znajomością języka niemieckiego, Judyta została sekretarką i tłumaczką dyrektora rafinerii Hoechtsmanna, z którym kiedyś współpracował jej mąż. Pracowała w Drohobyczu i we Lwowie. Była wówczas jedyną osobą utrzymującą rodzinę, mąż i syn chorowali. Beniamin Suchestow zmarł na raka gardła. Prawdopodobnie w końcowej fazie likwidacji getta w Drohobyczu, w 1943, Judyta wraz z synem trafiła do obozu koncentracyjnego w Płaszowie pod Krakowem (KL Plaszow). Przyjechali ostatnim transportem. Jesienią 1944 Niemcy zaczęli likwidację obozu, wysyłając więźniów do obozów koncentracyjnych Auschwitz-Birkenau, Stutthof i innych. Judyta Suchestow przeżyła. Edzio zginął w Mauthausen.
Żyła jeszcze w 1949. Nieznane są jej późniejsze losy.